# 江希张
江希张（1907年3月27日—2004年），中国化工专家。曾就读于汇文大学和巴黎大学。被誉为“民国第一神童”。